# Jǫfraskinna
Jǫfraskinna était un manuscrit, aujourd'hui perdu, qui  contenait des parties de la Heimskringla saga : à savoir, une section de la Ynglingasaga et une partie de la  Saga séparée de saint Olaf. Il n'en reste aujourd'hui qu'une copie faite par Jens Nilssøn dans les années 1500.
Le manuscrit a probablement été écrit  autour de 1260-1270. En 1568, l'évêque d'Oslo, Jens Nilssøn, en a effectué une copie alors qu'il était à Sannidal au cours de la Guerre nordique de Sept Ans. En 1655 le manuscrit se trouvait à la Bibliothèque universitaire de Copenhague mais en 1681, il a été prêté à l'historien Torfæus, qui le prit avec lui en Norvège et le conserva jusqu'en 1704.  De retour au Danemark., le manuscrit a brûlé lors de l'incendie de Copenhague en 1728.
La copie effectuée par Jens Nilssøn a été appelé le Codex Arna Magnæanus 37, Codex Eux ou Codex Wormianus, et a appartenu à Christian Worm, évêque de  Copenhague (d'où le nom du codex). Plus tard, il fut incorporé dans la collection d'Arne Magnussøns.